# 자율 감각 쾌락 반응

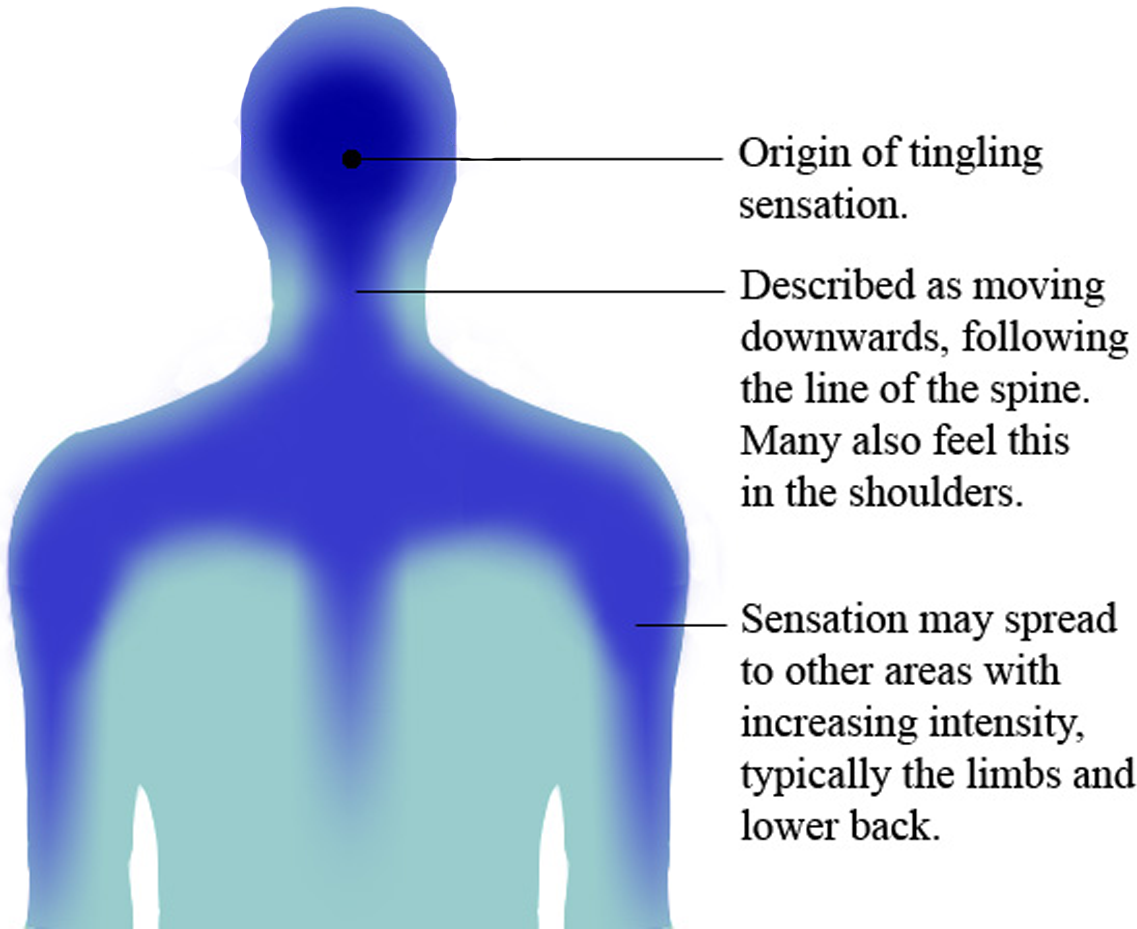
ASMR 감각 경로.

자율 감각 쾌락 반응(autonomous sensory meridian response, ASMR)은 주로 청각을 중심으로 하는 시각적, 청각적, 촉각적, 후각적, 혹은 인지적 자극에 반응하여 나타나는, 형언하기 어려운 심리적 안정감이나 쾌감 따위의 감각적 경험을 일컫는 말이다. 흔히 심리 안정과 집중에 도움을 준다고 알려진 백색소음 등의 새로운 활용으로 볼 수도 있다.
이 용어는 유튜브 사용자들이 주로 타이틀로 내걸고 사용 중이지만 불면증 치료에 효과가 있는지는 매우 의문이며 의학용어도 아니기 때문에 먹방 등 상업적 용도로 인터넷 상에서 자주 쓰이고 있다.

## 용어의 유래
2008년 야후!에서 만들어진 Society of Sensationalists 등의 온라인 토의 그룹들과 2010년 앤드루 맥미리스(Andrew MacMuiris)에 의해 개설된 Unnamed Feeling 블로그는 서로의 생각과 개인적인 경험을 공유함으로써 ASMR에 대한 심화된 탐구를 할 수 있는 커뮤니티를 제공하고자 하였다. 이 그룹들이 ASMR의 초기 이름으로 내놓은 것에는 attention induced head orgasm, attention induced euphoria, attention induced observant euphoria등이 있으며, 이들 이외에도 이 현상을 “brain massage”, “head tingle”, “brain tingle”, “spine tingle”, “brain orgasm”등으로 부르려는 시도들이 있었다.
현재 널리 쓰이고 있는 Autonomous sensory meridian response라는 용어는 2010년 제니퍼 앨런(Jennifer Allen)에 의해 만들어졌다. autonomous는 “자유의사로 감각을 용이하게 하거나 아예 만들어낼 수 있는 능력”을 나타내며, meridian은 ‘오르가슴’의 순화된 용어이다.
영국 옥스퍼드 대학교에 기반을 둔 실천윤리학 관련 블로그 《Practical Ethics》에서는 오스트리아 작가 클레멘스 세츠(Clemens Setz, 1982년 11월 15일 ~)가 ‘슈드도이체 자이퉁(독일어: Süddeutsche Zeitung)’지에 기고한 글을 인용하여, ASMR현상이 온라인상에서 유명해지기 전에 버지니아 울프(Virginia Woolf)의 소설 《댈러웨이 부인》(1925)의 어느 대목에서 이미 그와 유사한 현상을 다룬 바 있다고 주장하였다.

## 트리거
ASMR을 느끼게 해 주는 자극을 ASMR 트리거(trigger)라고 한다. 사람들마다 선호하는 자극이 다르므로 ASMR 트리거에도 개인차가 있지만, 가장 보편적인 트리거로 속삭이는 소리를 들 수 있다. 속삭이거나 부드러운 억양으로 말한 내용을 녹음한 비디오를 유튜브에서 많이 찾아볼 수 있다.
사람에 따라서는 긁는 소리, 구깃구깃하는 소리, 두드리는 소리, 바람 부는 소리, 연필 사각거리는 소리 등의 환경소음을 통해서 ASMR을 느끼기도 하는데, 이러한 종류의 트리거를 다룬 영상들도 유튜브에 많이 올라오고 있으며 실제 3D 환경처럼 느껴지도록 하기 위해서 바이노럴 녹음을 사용하는 경우가 많다. 사람이 내는 소리를 3D 사운드로 녹음할 경우 실제로 사람이 가까이에 있는 것처럼 청자가 느끼게 되며, 특정 환경 소음을 3D 사운드로 녹음하면 그 소리가 기분 좋은 소리로 들린다고 한다.
ASMR을 느끼게 하기 위한 목적으로 역할놀이를 하는 영상 및 오디오가 제작되기도 한다. 역할 놀이 상황의 예시로는 미용실, 병원, 마사지, 귀청소 등이 있으며 심상치료요법과 유사한 방식으로 이루어진다. 제작자가 이런 공상의 상황을 연출하는 동안 청자는 불면증이나 긴장감, 공황 상태가 완화되는 ASMR을 느끼게 된다고 전해진다. 그러나 불면증을 이런 식으로 치료하는 것은 위험하며 일종의 변태적인 행태이기 때문에 지양할 필요가 있어서 많은 비판을 받고 있다.

## 과학계의 반응
미국의 《Science Based Medicine》 블로그의 편집인이자 예일 대학교 의대 신경의학과 교수인 스티븐 노벨라(Steven Novella, 1964년 7월 29일 ~) 교수는 그의 신경과학 블로그에 ASMR에 대한 과학적 연구가 부족하다는 요지의 글을 썼다. 그는 또한 ASMR이 즐거운 종류의 발작이거나 쾌감반응을 유발시키는 하나의 방법일 가능성을 제기했다.
영국 셰필드 대학교의 심리학 강사이자 인지과학 강사인 톰 스태포드(Tom Stafford)는 ASMR 현상을 오랫동안 수수께끼였던 공감각에 비유하면서, 그것이 진실이건 아니건 본질적으로 연구하기 어려운 성격을 지닌다고 주장했다.
신경학자 에드워드 오코너(Edward J. O'Connor)는 모든 사람들에게서 ASMR을 유발시킬 수 있는 단일한 자극이 없을 수도 있다는 점을 ASMR 현상 연구의 난점으로 꼽았다.
정신과 의사 마이클 야신스키(Michael Yasinski)는 ASMR의 타당성을 지지하며 ASMR이 집중과 완화를 통해 스트레스와 긴장에 관여하는 뇌의 일부를 차단하는 명상과 유사하다고 보았다.

## 같이 보기
- 소리기피증
- 음악 치료